# تاور سافت‌ور
تاور سافت‌ور (انگلیسی: TOWER Software) شرکت نرم‌افزار آمریکایی است، که در سال ۱۹۸۵ تأسیس شد.